# 河内本
河内本（かわちぼん）は、『源氏物語』の写本のうち、大監物源光行とその子源親行（いわゆる河内方）が作成したとされるもの、およびそれを写して作成されたとされるものをいう。「河内本」という呼び名は光行・親行がともに河内守を歴任していることに由来する。

## 概要
源光行とその子源親行が協力して、当時乱れに乱れていた『源氏物語』の本文を正すために作られた。その当時伝来していた21部の『源氏物語』の古写本を集め、「数度の校合」と「重校」によって「殆散千万端之蒙（疑問を解消することが出来た）」という。源光行によって1236年（嘉禎2年）2月3日に始められ、源光行の没後、源親行によって1255年（建長7年）7月7日に一旦これを完成させたとされる。
集められた古写本の中で源光行がもともと持っていた写本と以下の7つの写本を特に重要視していたとされる。
- 二条帥伊房本
- 冷泉中納言朝隆本
- 堀川左大臣俊房本
- 従一位麗子本
- 法性寺関白本
- 五条三位俊成本
- 京極中納言定家本

これら以外にも、平瀬本奥書などによって香本・花本・俊本・武衛本・江本・山本・馬本といった写本を参照していたことはわかるものの、これらの写本がどのような由来を持ちどのような本文を有する写本であったのかはほとんど不明である。
この本は源光行の没後、源親行によってほぼ完成され、定本として家に伝えたとされることになったが、その後も親行の子源義行、孫源友行等が代々加筆して伝えたとされている。源光行・源親行がともに河内守を歴任しているため河内本の名称が冠せられている。鎌倉時代から室町時代前期にかけて重んぜられ、その後も大きな影響力を持った本文である。この「河内本」を書写した諸本の系統を「河内本系」と呼ぶ。

## 特色
校勘に校勘を重ねて「殆散千万端之蒙」にいたったとされる。つまり河内本とは、もともとあった本文に積極的に手を加えて新たに作り出された意味の通りやすい混成本文であったとみられる。河内本は南北朝期・室町初期までは青表紙本よりもむしろ盛んに用いられていたが、室町中期、宗祇・三条西実隆の頃から、定家の青表紙本を尊重すべきことが強調され、それ以後河内本は研究者の目にほとんど触れなくなり、近代まで世に埋もれてしまうこととなった。しかしながら河内本衰退後に有力になった青表紙本や青表紙本の系統に属するとされる『絵入源氏物語』や湖月抄などの江戸時代の版本の本文は河内本の影響を大きく受けていると見られる。
これは、青表紙本にはしばしば意味の通らない箇所や別の部分の記述と矛盾するように見える記述があり、該当部分の河内本を見ると意味が通るような記述になっていることが多いために、河内本にそって青表紙本に訂正を加えることがあったからだと見られる。最も良質な青表紙本の写本であると言われている大島本でも本来の本文に対して河内本に基づくと見られる多くの訂正の跡を確認することができる。

## 主要な写本
主要な写本として以下のような写本があり、そのうちのいくつかは複製（影印）刊行されている
- 尾州家本
1258年（正嘉2年）5月に北条実時が出来上がったばかりの源親行所有の河内本原本を借用して能筆家に書写させ金沢文庫に入れたものとされている、河内本として成立年次の最も古い写本である（一部後世に補写された巻がある）。室町時代の所在は不明であるが、関白豊臣秀次の所有となった後徳川家康のものになり、1616年（元和2年）、徳川家康の死去に伴い第九子の徳川義直に「駿河御譲本」と呼ばれた約3,000冊の蔵書の一つとして分与され尾張徳川家のものとなった。1931年（昭和6年）尾張徳川家から第19代当主の徳川義親によって設立された徳川黎明会に管理が移り、1950年（昭和25年）に名古屋市に管理が移り名古屋市蓬左文庫の管理となった。現在国の重要文化財に指定されている。
- 御物本
『東山御文庫本』や『各筆源氏』とも呼ばれる。青表紙本や別本の本文を持つ巻も含まれている。
- 七毫源氏
- 高松宮家本
代表的な耕雲本。旧高松宮家所蔵本。現在は国立歴史民俗博物館所蔵。
- 中山本
現在は国立歴史民俗博物館所蔵。「若紫」、「絵合」、「行幸」、「柏木」、「鈴虫」、「総角」（一部）のみ現存する。元々の成立事情は異なると見られるがいずれも鎌倉時代の写本である。元はこの他に「末摘花」、「幻」があったらしいが現在は失われた。「柏木」と「総角」は青表紙本である。[2]
- 平瀬本
54帖の揃い本。近代に入って行われた源氏物語の写本調査の中で1921年（大正10年）に山脇毅によって良質な河内本の写本として初めて発見された写本[3]。発見時は大阪の平瀬家の所蔵であったが1998年（平成10年）に文化庁が購入しその所蔵になった。
- 大島河内本（大島本とも）
青表紙本の大島本とは別の古写本であり、区別の為、普通「大島河内本」とよばれる。現在は中京大学図書館所蔵。
- 天理河内本
かつては池田亀鑑のもとにあり、「本書は学会の重宝として貴重すへき希有の珍本にしてよろしく校本源氏物語の底本として学界に弘布すへきものなり」としているため[4]『源氏物語に関する展観書目録』において「校本源氏物語底本　河内本（禁裏御本転写）　（室町時代）写 」と説明されている「校本源氏物語」（のちの『校異源氏物語』及び『源氏物語大成』）の底本であったと考えられている本。のちに天理図書館の所蔵となり、「天理河内本」との名称で『源氏物語別本集成 続』で校合対象の一つになっている。
- 鳳来寺本
- 吉川本

## 校本
校異を収録した本として、次のようなものがある。
- 『源氏物語大成 校異篇』池田亀鑑編（中央公論社、1953年〜）
- 『河内本源氏物語校異集成』加藤洋介編（風間書房、2001年）ISBN 4-7599-1260-6